# Rudolf Steiner
Rudolf Joseph Lorenz Steiner (Kraljevic, 27 febbraio 1861 – Dornach, 30 marzo 1925) è stato un esoterista e teosofo austriaco.
È stato il fondatore dell'antroposofia, controversa dottrina di derivazione teosofica, che concepisce la realtà universale come una manifestazione spirituale in continua evoluzione, che può essere osservata e compresa mediante l'"osservazione animica" (una sorta di chiaroveggenza), e studiata, nella sua unità col mondo fisico, mediante la cosiddetta "scienza dello spirito" o antroposofia, che egli riteneva essere un vero e proprio approccio scientifico alla conoscenza della verità.
Steiner ha espresso opinioni in vari campi, quali filosofia, sociologia, antropologia, economia e musicologia  basandosi sulla sua "scienza dello spirito". Oggi è noto prevalentemente per la pedagogia Waldorf, per una medicina alternativa (la medicina antroposofica), e per l'agricoltura biodinamica.
Steiner affermava di non rinnegare il metodo scientifico, che però riteneva infecondo perché materialista e di proporne una versione "più completa" (includente il mondo spirituale).
Le sue teorie muovono dichiaratamente al di là della scienza.

## Biografia

### Origini e formazione culturale
Nacque nel 1861 a Murakirály (odierna Donji Kraljevec in Croazia) nel regno d'Ungheria, da secoli parte dell'Impero austriaco.
Steiner affermava di avere avuto, fin dall'infanzia, la capacità di osservare il mondo dello spirito, sentendo di doversi accostare alla natura «per poter prendere posizione di fronte al mondo dello spirito, il quale mi stava innanzi come visione spontanea». Tale approccio costituì successivamente un punto fondamentale del suo pensiero.
Il padre Johann(es) (1829-1910) lasciò il lavoro di guardiacaccia al servizio dei conti Hoyos di Geras (Bassa Austria), per potersi sposare con Franziska Blie (Horn, 1834-1918), anch'essa al servizio degli Hoyos come cameriera, in quanto il conte aveva rifiutato di autorizzare il loro matrimonio. 
Gli Hoyos erano una famiglia nobile spagnola, il cui nome derivava da El Hoyo de Pinares nella provincia di Avila, luogo in cui erano tracciate le loro origini fino al IX secolo.
Un ramo della famiglia era ancora presente nella regione austro-ungarica.
Johann trovò impiego come telegrafista nella Società ferroviaria dell'Austria del sud. Quando Rudolf nacque, il padre prestava servizio a Donji Kraljevec (regione del Međimurje dell'impero, odierna Croazia). Nei primi due anni di vita, la famiglia dovette trasferirsi due volte: dapprima a Mödling, non distante da Vienna, e subito dopo il suo passaggio al ruolo di capostazione, a Portschach, ai piedi delle Alpi austriache.
A causa di un diverbio fra il padre e il maestro della scuola primaria locale, Rudolf fu educato in famiglia. Nel 1869, all'età di otto anni, la famiglia si trasferì a Neudörfl, e nel 1872 Rudolf entrò nel regio ginnasio di Wiener Neustadt, indotto dal padre, che voleva farne un ingegnere delle ferrovie. Nell'Austria di quel tempo, la maturità liceale era obbligatoria per poter accedere al primo anno di università.
Dal 1879 al 1883 la famiglia andò a vivere a Inzersdorf, per permettere a Rudolf di iscriversi all'Università tecnica di Vienna e frequentarvi corsi di matematica, fisica, chimica, botanica, biologia, letteratura e filosofia, senza conseguire alcuna laurea, a cui approderà invece più tardi in filosofia. Benché assorbito da numerosi impegni, frequentò i corsi del filosofo Franz Brentano, che influenzarono profondamente lo sviluppo della sua filosofia, ed ebbe scambi epistolari con l'allora notissimo filosofo spiritualista Eduard von Hartmann, la cui opera principale, Filosofia dell'inconscio. Risultati speculativi secondo il metodo induttivo delle scienze naturali, ebbe 10 ristampe fra il 1869 e il 1890.

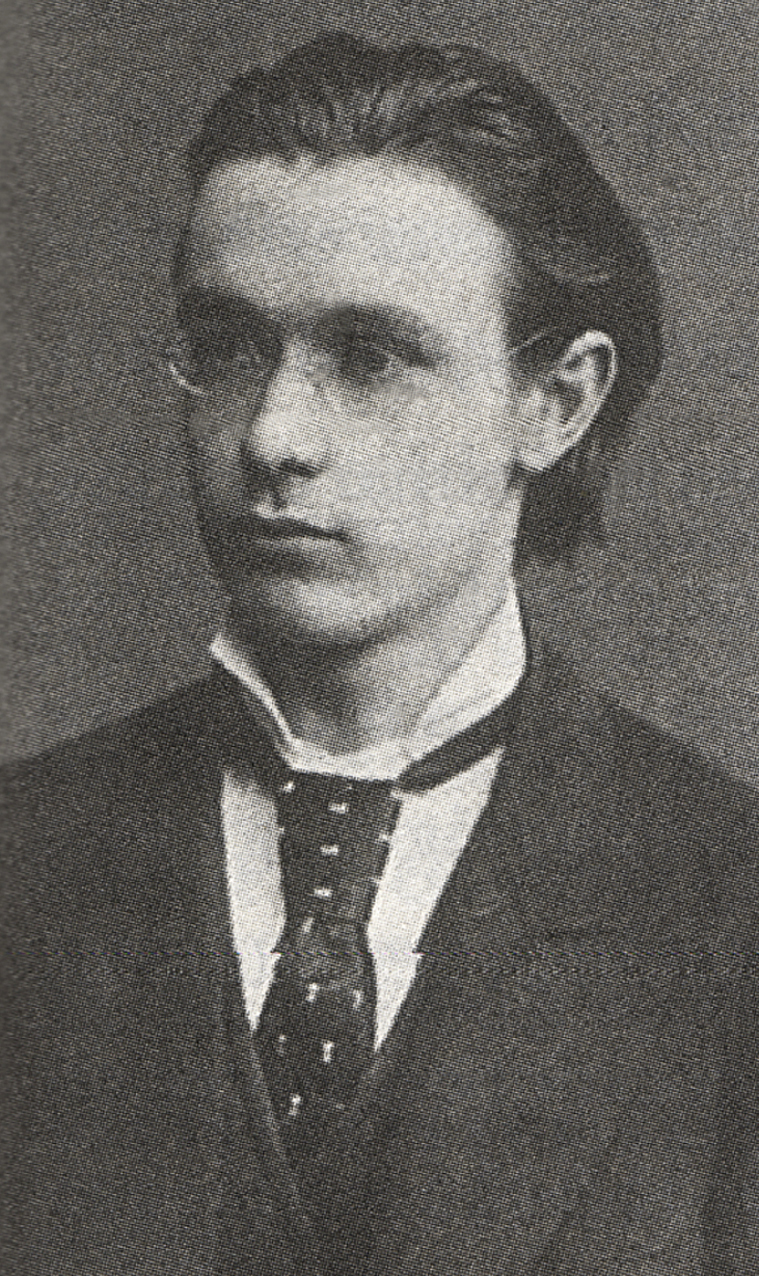
Rudolf Steiner, studente ventunenne (nel 1882)

Nel 1882, Karl Julius Schröer, uno dei maestri di Steiner e docente di letteratura tedesca, suggerì il suo nome a Joseph Kürschner, curatore di una nuova edizione critica delle opere di Goethe.  Kürschner propose a Rudolf di occuparsi delle opere del poeta romantico relative alle scienze naturali, offrendogli un'opportunità unica quanto insolita per un giovane studente ancora privo di qualsiasi referenza accademica.
Prima di iscriversi all'Università Politecnica, Steiner aveva approfondito lo studio dell'idealismo tedesco: Kant, Fichte e Schelling, lasciando tuttavia in secondo piano il filosofo Hegel (1770-1831). Successivamente lesse approfonditamente Wilhelm Dilthey, che tenne a Berlino la cattedra di filosofia, che era stata di Hegel.
Un tema ricorrente del pensiero e degli scritti giovanili di Steiner, fino alla successiva svolta spiritualista, è l'obbiettivo di dimostrare la tesi secondo la quale non esiste nessun limite innato ed essenziale alla capacità e possibilità della conoscenza umana.
Steiner dichiarava capacità chiaroveggenti, e anche di essere in grado di comprendere la causa delle malattie di una persona riuscendo a leggere oltre il visibile quanto avvenuto nel passato di una persona.

### Le prime opere

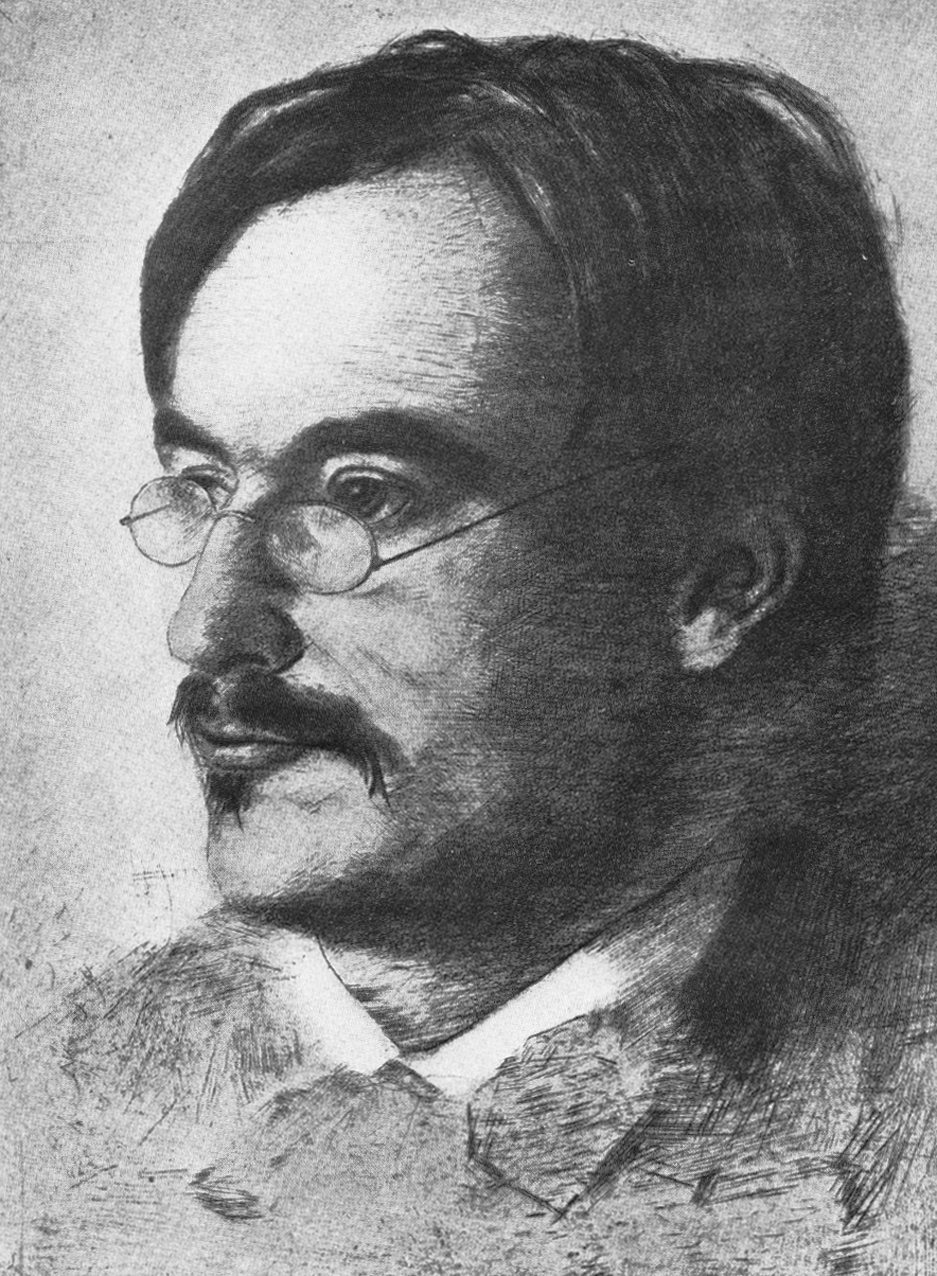
Steiner in un ritratto di Otto Fröhlich, 1891/1892 circa

Nel 1886 Steiner pubblicò un primo libro sulla filosofia di Goethe: Linee fondamentali di una teoria della conoscenza della concezione del mondo di Goethe (Grundlinien einer Erkenntnistheorie der goetheschen Weltanschauung).
Di conseguenza, nel 1888 Steiner fu invitato a lavorare come curatore negli archivi Goethe a Weimar, dove rimase fino al 1896, scrivendo introduzioni e commenti ai quattro volumi di scritti scientifici di Goethe e pubblicando nel 1897 un secondo libro sulla filosofia di Goethe: Goethes Weltanschauung (La concezione del mondo di Goethe).

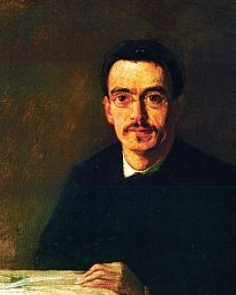
Ritratto di Steiner nel 1892

Nel 1891 Steiner ottenne il dottorato in filosofia all'Università di Rostock, con una tesi sul concetto di ego in Fichte, poi ampliata e pubblicata sotto il titolo Wahrheit und Wissenschaft (Verità e scienza). In quegli anni collaborò alle edizioni complete delle opere di Arthur Schopenhauer e di Jean Paul e nel 1894 pubblicò Die Philosophie der Freiheit (La filosofia della libertà), il cui sottotitolo (Risultati d'osservazione animica secondo il metodo delle scienze naturali) sembra scelto per collegarsi o contrapporsi alla famosa opera di von Hartmann.
Poco dopo, nel 1895, Steiner scrisse: Friedrich Nietzsche: ein Kämpfer gegen seine Zeit ("F.N.: un lottatore contro il suo tempo"), lavoro che conclude la prima fase dell'opera steineriana, svoltasi sotto il segno dell'idealismo tedesco. Nel 1896 Elisabeth Förster-Nietzsche, sorella di Friedrich Nietzsche (all'epoca ormai catatonico), chiese a Steiner di riordinare l'archivio di Nietzsche a Naumburg, a circa 50 km da Weimar. In quell'occasione egli poté incontrare il filosofo, di cui lasciò una minuziosa descrizione nella propria autobiografia.

### Adesione alla Società Teosofica e alla massoneria
Nel 1897 Steiner lasciò Weimar e si trasferì a Berlino, dove divenne proprietario, redattore capo e autore principale della rivista letteraria Magazin für Literatur, impresa che si rivelò un insuccesso, anche a causa della sua presa di posizione a favore di Émile Zola nell'Affare Dreyfus. Steiner cominciò anche a leggere i testi dell'anarchico individualista Max Stirner, ma poi li abbandonò affermando che essi conducevano "nell'abisso" del nichilismo.
Preferì quindi avvicinarsi alla teosofia, dottrina esoterica propugnata dalla Società teosofica, fondata a New York nel 1875, secondo la quale tutte le religioni del mondo conservano soltanto residui parziali di un'unica verità divina conosciuta nelle varie epoche da un numero ristretto di grandi iniziati. L'avvicinamento avvenne nel 1899, allorquando pubblicò sul Magazine un articolo intitolato La rivelazione segreta di Goethe, saggio sulla natura esoterica di una fiaba di Goethe, Il serpente verde. Ne seguì un invito e poi una serie di conferenze alla Società Teosofica dove Steiner esponeva le proprie concezioni spirituali in quanto non gli erano ancora noti i testi della Società Teosofica. Autore di Theosophie. Eine Einführung (Teosofia: un'introduzione) (1904) e conferenziere attivo in tutta Europa, Steiner contribuì alla crescita della sezione tedesca e ne fu segretario fra il 1902 e il 1912.
Nel 1902 assieme a Marie von Sivers fonda la rivista Lucifer il cui nome (come da lui stesso rivelato) non si riferiva all’entità ma all’idea di apportare luce. La rivista poi si sarebbe fusa assieme alla viennese Gnosis divenendo Lucifer-Gnosis. In questa rivista verranno successivamente pubblicate le trascrizioni delle sue conferenze.
A partire dal 1904 Steiner sviluppa le sue attività di conferenziere. Annie Besant (presidentessa della Società Teosofica) lo nomina responsabile della sezione esoterica per Austria e Germania. Nel 1904 Eliza von Moltke diviene una delle allieve predilette di Steiner nella sua scuola, e, tramite lei, conosce personalmente il generale von Moltke il giovane.
Nel 1905, Steiner smette di insegnare all'università popolare di Berlino.
Nel 1906 John Yarker era ormai succeduto a Giuseppe Garibaldi come Gran Maestro dell'Ordine massonico di Memphis-Misraïm. In quello stesso anno Théodor Reuss, rappresentante di Yarker in Germania, che la sera del 24 novembre 1905 aveva iniziato Steiner "sulla spada" (direttamente e senza cerimonie) dal primo al 95o grado , rilascia a Steiner una patente per fondare a Berlino un Capitolo e un Gran Consiglio di Memphis-Misraïm col titolo distintivo di «Mystica Aeterna». Alla fine dell'anno Steiner fa un viaggio in Italia con Marie von Sivers e trascorrono il natale e il capodanno a Venezia. Nel 1907 tiene nuove conferenze.
Nel mese di maggio si svolge a Monaco il congresso teosofico europeo, durante il quale viene rappresentata l'opera Il dramma sacro di Eleusis di Édouard Schuré. Annie Besant e Rudolf Steiner constatano che hanno delle concezioni differenti di quel che dovrebbe essere l'esoterismo. Alla fine di maggio, con il 100° membro affiliato alla Loggia «Mystica Aeterna», Steiner diventa Gran Maestro Deputato, principale dirigente del Rito di Memphis-Misraïm in Germania, e delle Logge sono installate a Berlino, Colonia, Lipsia, Stoccarda e Monaco.
Steiner viaggia in Italia per quattro settimane durante l'estate e durante il ritorno, in settembre, trascorre alcuni giorni a Barr, in Alsazia, ospite di Édouard Schuré. Nel 1908 continua a dare delle conferenze e fa un nuovo viaggio in Italia. Steiner entra assai presto in conflitto con Reuss e diventa indipendente, fondando il suo proprio rito: la «Massoneria esoterica», alla quale sarebbe stato iniziato Édouard Schuré. Questo rito aveva un rituale il cui testo è parzialmente riprodotto nell'opera di Éliphas Lévi Dogme et Rituel de Haute Magie. Nella sua autobiografia, Steiner minimizza i suoi rapporti con la Massoneria, e con Reuss in particolare. È da notare che Theodor Reuss è stato membro della Società teosofica. Secondo certi autori Steiner sarebbe stato pure iniziato nell'Ordine della Rosacroce esoterica di Franz Hartmann, teosofo a amico di Reuss, che aveva fondato una branca dissidente della Società teosofica in Germania.

### Uscita dalla Società Teosofica e fondazione della Società Antroposofica
Al più tardi dal 1907 in poi le tensioni tra Steiner e la Società teosofica cominciarono a crescere in maniera costante e progressiva, fino a sfociare nel 1912 nel distacco definitivo di Steiner e la creazione dell'Antroposofia. Sin dall'inizio della sua adesione egli aveva notato degli aspetti della Società teosofica che non gradiva e che ha raccontato ne La mia vita.
Inoltre l'incarico di segretario della sezione tedesca della Società Teosofica venne assunto dallo Steiner a patto che gli fosse consentito di esporre i risultati della sua propria indagine soprasensibile, prescindendo dalla divulgazione dei testi teosofici. La condizione da lui posta venne accettata dai dirigenti della Società Teosofica e in seguito egli sperava - come si legge anche ne La mia vita - di creare una sezione antroposofica all’interno della stessa Società Teosofica. Tuttavia vi erano state due cause principali per la rottura insanabile tra le due visioni; uno era l'orientamento verso il cristianesimo europeo da parte Steiner, rispetto alla visione più fortemente basata sull'Induismo di Annie Besant ed il maggior interesse orientale-asiatico dei teosofi sotto la sua guida; ma più nell'immediato Steiner aveva pubblicamente preso le distanze dalla promozione che stava facendo la Besant di Jiddu Krishnamurti come nuovo Buddha (Maitreya). A questo punto Steiner ed un gruppo di teosofi tedeschi di primo piano fonda ufficialmente la "Società Antroposofica" nel mese di dicembre del 1913; presto la stragrande maggioranza dei membri tedeschi della "Società Teosofica" li segue nel nuovo gruppo; i transfughi vengono esclusi definitivamente dalla Società Teosofica nel gennaio 1914.
Trasferitosi in Svizzera, Steiner architettò e progettò i due Goetheanum a Dornach in Svizzera. Il primo, costruito in legno tra il 1913 e il 1920, venne distrutto la notte del Capodanno 1922 da un incendio probabilmente doloso (da parte di nazionalisti tedeschi), il secondo fu realizzato in cemento armato dopo la sua morte e completato nel 1928.
Coadiuvato da Ita Wegman, Rudolf Steiner fu anche l'ideatore di una medicina antroposofica e tenne conferenze agronomiche su base esoterica (dai quali poi si svilupperà la cosiddetta agricoltura biodinamica). Ha inoltre concepito l'ideale politico della cosiddetta triarticolazione sociale e delineato una nuova arte del movimento, chiamata euritmia, che mira, attraverso gesti e movimenti, a rendere visibile "l'invisibile" (suoni e forme del linguaggio, stati d'animo, forme e concetti archetipici).

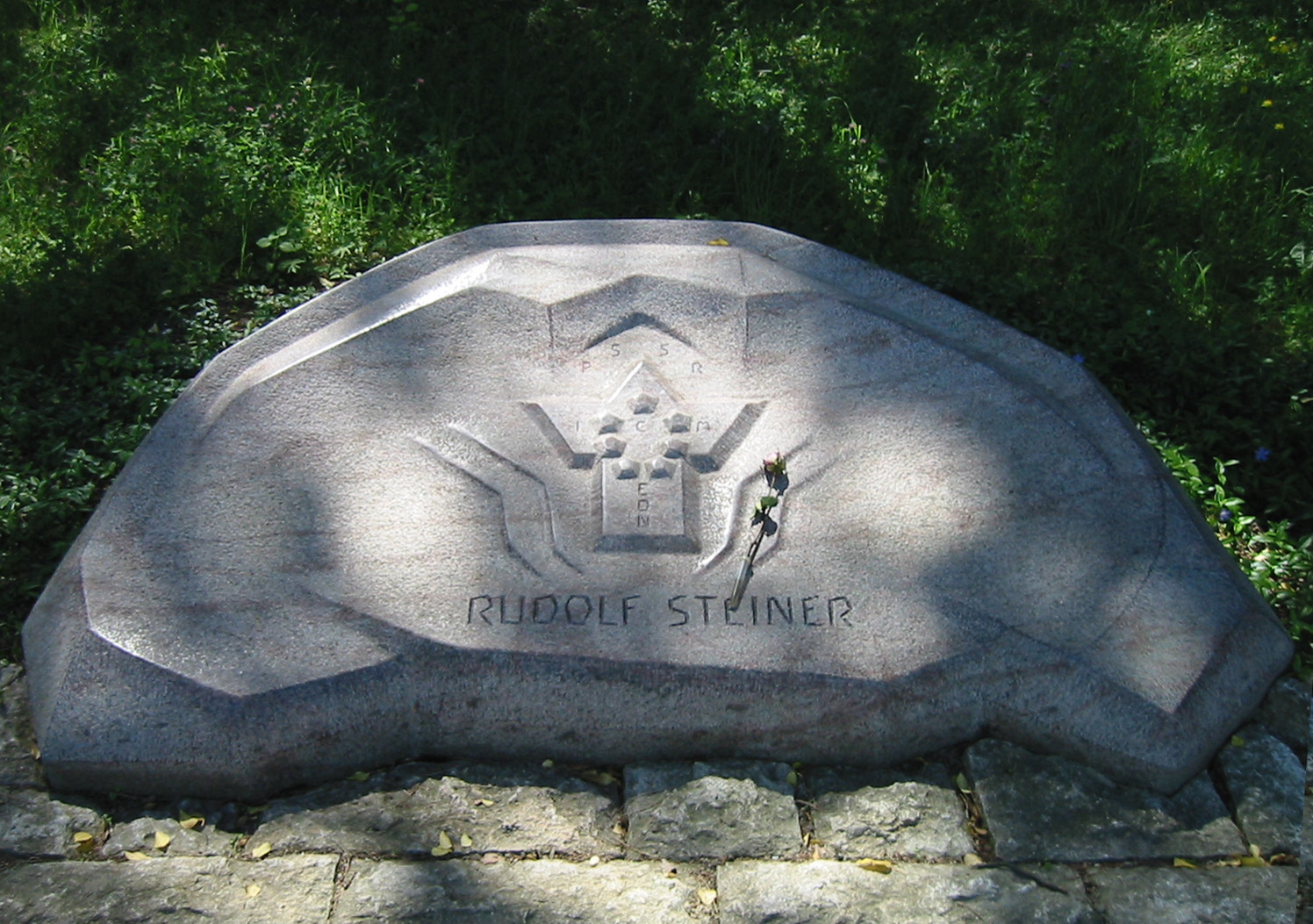
La tomba di Rudolf Steiner a Dornach

Rudolf Steiner morì nel 1925 di malattia, secondo alcuni avvelenato. Negli ultimi anni si scontrò con i nazionalisti e i cattolici. Hitler attaccò pesantemente Steiner nel 1921, definendolo "agente dell'ebraismo", e il fondatore dell'antroposofia (il quale aveva già stigmatizzato fortemente il putsch di Monaco), prima di morire avrebbe profetizzato che nel 1933 (sarà l'anno dell'ascesa di Hitler) si sarebbe manifestata la Bestia dell'Apocalisse, che molti steineriani identificarono appunto con il Führer. Nonostante la vicinanza all'esoterismo di molti gerarchi, nel 1935 Reinhard Heydrich chiuse le scuole fondate da Steiner in quanto considerate "incompatibili" con il nazismo.

Steiner fu un instancabile conferenziere, tenendo più di seimila incontri pubblici in svariate città europee. I suoi libri fondamentali sono: Filosofia della libertà, Teosofia, L'Iniziazione, La scienza occulta nelle sue linee generali, La mia vita, Calendario dell'Anima (1912-13).

Frontespizio del testo Initiation and Its Results

## L'antroposofia o "scienza dello spirito"

### Antroposofia e teosofia
(Rudolf Steiner, La mia vita)
Steiner è il fondatore dell'antroposofia, a sua volta derivata dalla teosofia, dottrina propugnata dalla "Società Teosofica", secondo la quale tutte le religioni deriverebbero da un'unica dottrina spirituale. Tale dottrina sarebbe stata tramandata nel corso della storia attraverso una strettissima cerchia di iniziati, che avrebbero rivelato solo gli aspetti più conformi al periodo storico in cui essi si sarebbero venuti a trovare. L'antroposofia si differenzierebbe dalla teosofia per la maggior importanza attribuita alla natura e al destino dell'uomo.
L'antroposofia asserisce che la realtà universale è una manifestazione divina in continua evoluzione; in altre parole il mondo fisico è continuamente influenzato dal "mondo spirituale", che ne guida le trasformazioni. Il mondo è "una manifestazione dello spirito, che si è condensato in centri diversi, i quali, attraverso millenni di evoluzione e di successivi avatāra, ritorneranno all'unificazione finale dello spirito puro".
Anche gli uomini quindi si evolvono attraverso continue reincarnazioni. Steiner fa propria, anche se deformandola, la concezione induista di karma e reincarnazione, e sostiene che gli uomini cercano costantemente di elevare il proprio spirito attraverso le proprie azioni terrene, cambiando così il "destino" (karma) che si sono dati con le loro azioni precedenti. Questo processo influenza anche l'aspetto fisico dell'uomo, determinandone l'evoluzione.
L'antroposofia nega di essere una religione, ma incorpora in maniera sincretica elementi delle religioni storiche, come il cristianesimo o il buddhismo. Dall'induismo e dalla disciplina dello yoga provengono numerosi concetti, come quelli di karma, di reincarnazione, di chakra e di costituzione occulta dell'uomo, così come per i consigli sugli esercizi di meditazione. Tuttavia l'iniziale uso di terminologia induista è stato a poco a poco abbandonato nell'antroposofia, che a quei termini classici ha sostituito una traduzione più "occidentale", quasi a volersene distanziare o a far dimenticare quelle "prese a prestito". Inoltre, mentre la teosofia resta tipicamente legata all'induismo, Steiner assegna un ruolo centrale nel divenire cosmico alla figura di Cristo, spirito tramite il quale è stato mediato il congiungimento tra divino e umano.

### Fondamento epistemologico dell'antroposofia
(Steiner, La scienza dello spirituale in rapporto allo spirito e al controspirito del nostro tempo, p. 44, conferenza del 4 maggio 1920)
Secondo l'enciclopedia Treccani: «L’antroposofia si fonda su una [cosiddetta] ‘scienza occulta’, vale a dire su una serie di esperienze reali, di ordine psichico e spirituale, che divengono accessibili per coloro i quali applichino i metodi di sviluppo spirituale capaci di porre l’uomo a contatto del mondo soprasensibile». Occorrerebbe, quindi, un vero e proprio processo di iniziazione sotto la guida di un maestro grazie al quale, secondo Steiner, l'adepto sarebbe introdotto alla "percezione interiore delle realtà ultrasensibili".
L'antroposofia postula l'esistenza di un mondo spirituale, che sarebbe intellettualmente comprensibile e accessibile a un'esperienza diretta per mezzo di crescita e sviluppo interiore. Essa si propone l'investigazione e descrizione di questi fenomeni spirituali per mezzo di un'"osservazione animica", descritta da Steiner nella sua opera principale (La filosofia della libertà) e considerata un'espansione del metodo scientifico a oggetti non immediatamente sensibili. Il ruolo centrale della cosiddetta "osservazione animica secondo il metodo delle scienze naturali" fu sottolineato da Steiner, che scrisse: «la mia filosofia della libertà è la base epistemologica per la scienza spirituale orientata in senso antroposofico a cui mi rifaccio».
(Dalla cronaca dell'akasha)
Anche l'approccio diagnostico-terapeutico della medicina antroposofica, creata da Steiner, si fonda sul monismo tipico dell'antroposofia e perciò considera l'uomo una totalità psico-fisico-energetica, la cui cura si avvale prevalentemente di rimedi omeopatici.

### Radici del pensiero di Steiner
Il pensiero di Steiner è influenzato dall'ideale romantico di una riconciliazione tra scienza, arte e religione, discipline che, con l'avvento del metodo scientifico, avevano preso strade diverse. Steiner, nel perseguire questo ideale, si ispira alle opere poetiche e "scientifiche" di Goethe, sulle quali Steiner lavorò lungamente, e alle dottrine gnoseologiche dell'idealismo tedesco, in particolare di Fichte e Schelling. Nel contesto di una critica della modernità che si oppone al kantismo queste dottrine sono utilizzate per affermare la possibilità di una conoscenza sovrasensibile fondata sull'auto-intuizione del pensiero.
Steiner fu anche profondamente influenzato da Franz Brentano e Wilhelm Dilthey, dal lavoro dei quali attinsero sia Edmund Husserl che José Ortega y Gasset.
Profonde le influenze della Società Teosofica, dal cui testo sacro, ll Libro di Dzyan, Steiner riprende ad esempio le sue idee sull'origine della razza umana.
(Rudolf Steiner)
Steiner nega la possibilità che l'Io si dissolva (in quanto si reincarna in vite successive), in contrasto con numerose dottrine occidentali e orientali. Egli inoltre mostra nei suoi scritti e nelle conferenze come il modo di pensare corrente sia fortemente impregnato di materialismo e per questa ragione pone degli esempi atti a spiritualizzare l’interpretazione comune che gli uomini della sua epoca hanno nei confronti delle vicende Bibliche. Quando si parla dell’eucaristia durante la messa, questa interpretazione non va intesa letteralmente, ma secondo un significato spirituale: l’interpretazione materiale è una distorsione moderna. Oppure quando si parla dei giorni della creazione biblici, essi non vanno intesi secondo un effettivo arco di 24 ore.

### La centralità della figura cristica

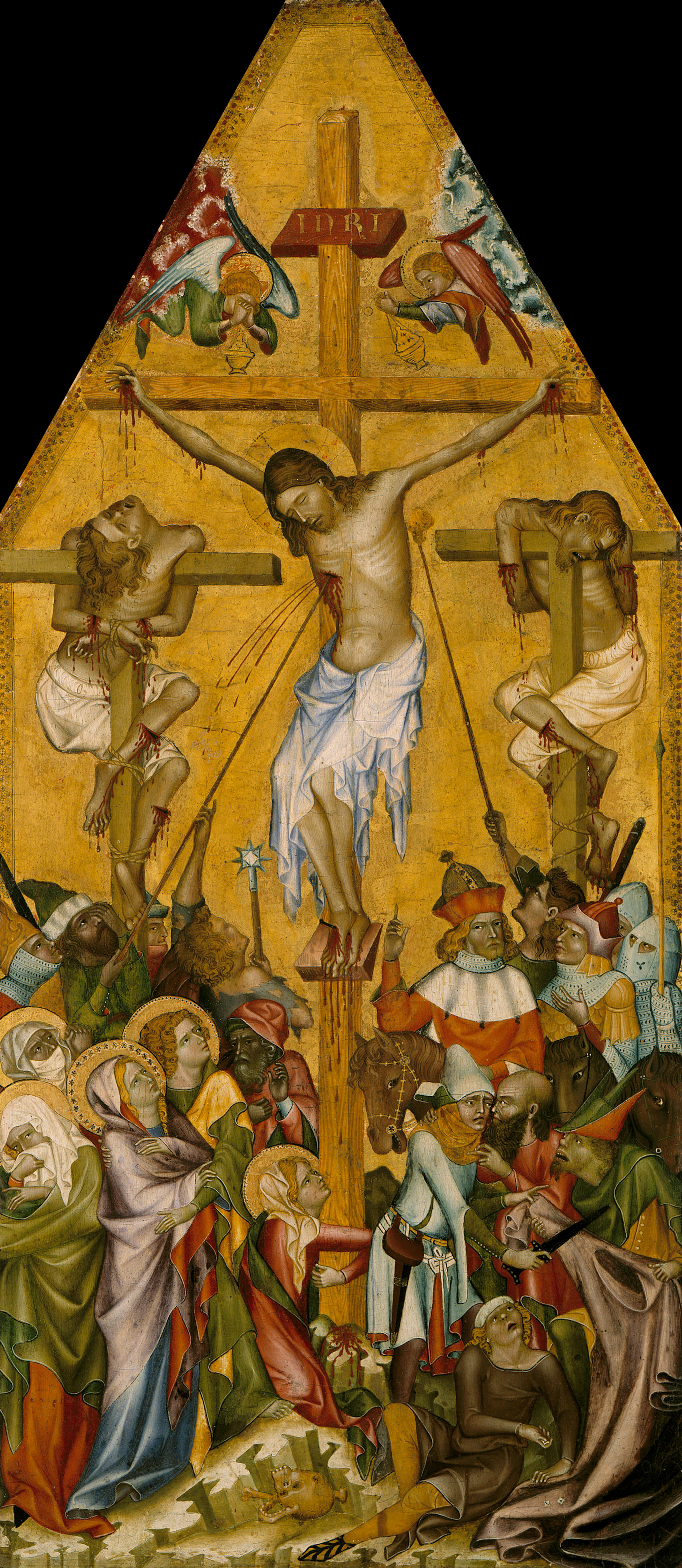
La piaga del costato aperta dalla lancia di Longino, oggi conservata all'Hofburg di Vienna

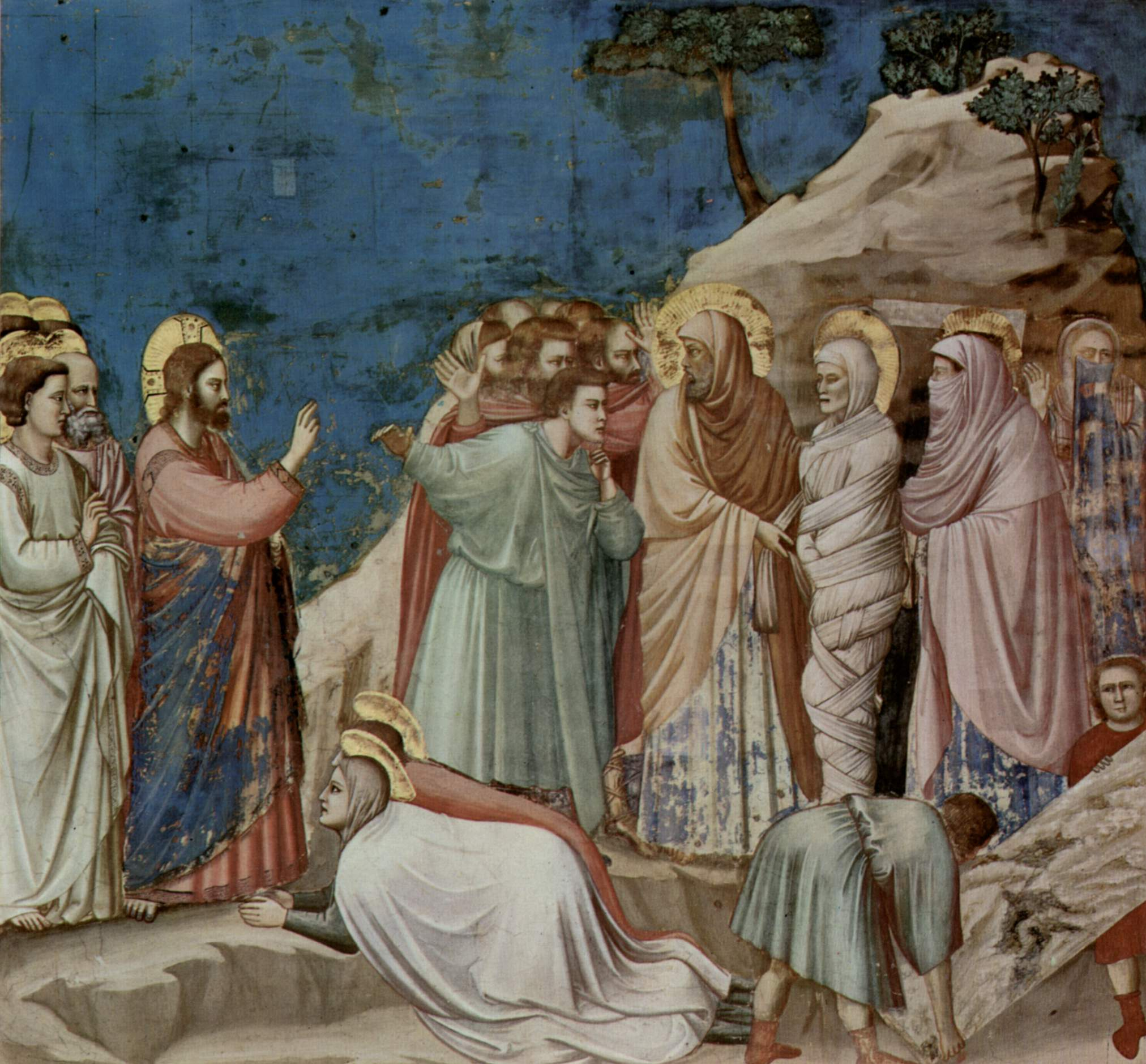
Resurrezione di Lazzaro (Giotto)

Nei suoi scritti e nelle conferenze Steiner insiste molto sull'importanza dell'evento e della figura di Gesù Cristo. La sua incarnazione infatti è certamente l'evento più importante della storia umana. Egli analizza i tanti aspetti della vita di Gesù analizzandoli in chiave esoterica tramite l'indagine della cronaca dell'akasha. Ad esempio l'annuncio dell'arrivo del Cristo ai pastori da parte di un angelo fece seguito ad una moltitudine celeste che egli afferma essere stato un segno del Buddha il quale avrebbe favorito così l'evento cristico.
Gesù viene considerato da Steiner come colui che unì le istanze spirituali del buddismo e dello zarathustrismo. Egli afferma infatti che in Palestina nacquero in realtà due Gesù a distanza di alcuni mesi. Il Gesù di Nazareth universalmente conosciuto nacque dalla stirpe di Natan a sua volta figlio di Davide. A sua volta un secondo Gesù della stirpe di Salomone nacque a Betlemme da genitori con gli stessi nomi del Gesù di Nazareth. (Matteo 2,1)  Il Gesù natanico ebbe un influsso spirituale del Buddha, mentre il Gesù salomonico da parte di Zarathustra. All'età di dodici anni l'egoità del Gesù salomonico si trasferisce in quello natanico determinando così un influsso diretto di Zarathustra ma anche del Buddha.
In merito all'episodio descritto nel Vangelo di Luca del ritrovamento di Gesù al Tempio, commenta in merito allo stupore prodotto dai presenti a causa delle capacità oratorie del giovane Gesù. Secondo Steiner quelle capacità erano determinate da un influsso dell'involucro astrale del Buddha che ne aveva favorito le capacità e un grande spirito di compassione e amore.
La sua morte sul Golgota segna il momento in cui l’uomo, attraverso il sacrificio della croce acquisisce un io che si distacca dall'io di gruppo che possedeva precedentemente. 
L’evento cristico ha modificato le caratteristiche della terra in un modo tale che un chiaroveggente avrebbe riscontrato un cambiamento nell’aspetto e nelle forme del corpo eterico e del corpo astrale della terra.
Nelle conferenze sui Vangeli pone l’accento su come interpretare il messaggio cristico e i relativi episodi. Del Vangelo di Giovanni egli afferma che: “È possibile ritrovare le verità enunciate dalla scienza dello spirito.” Nello stesse testo afferma come gli Apostoli fossero in realtà degli iniziati e che il famoso episodio della resurrezione di Lazzaro vada interpretato come un rito iniziatico compiuto su Lazzaro affinché potesse venire in contatto con i mondi spirituali. Questa pratica però, con la venuta del Cristo non sarebbe più necessaria.
La resurrezione di Lazzaro secondo Steiner sarebbe uno degli eventi che ha scatenato la reazione dei filistei i quali, legati agli antichi riti ma soprattutto al vincolo di segretezza avrebbero considerato il gesto pubblico di Cristo come rivoluzionario se non sovversivo facendo scattare la persecuzione.
Come sosteneva inoltre tutta una tradizione esoterica cristiana, dagli gnostici ai rosacroce, la figura del Cristo andrebbe disgiunta da quella di Gesù di Nazareth: quest'ultimo infatti era un'individualità estremamente evoluta, che riassumeva in sé i supremi iniziati della storia umana, mentre il primo è lo Spirito del Sole, disceso su Gesù solo al momento del battesimo nel Giordano, dal quale avrebbe cominciato a separarsi poco prima della crocifissione, durante l'agonia nel Getsemani, per sprofondare infine, attraverso la ferita aperta del costato, nel centro della Terra.
(Rudolf Steiner, Il quinto vangelo, Dornach, 1975, p. 208)
Rudolf Steiner afferma che la divinità induista Visva karman sia lo spirito del Cristo il cui nome significa "quell'essere che viveva al di là della sfera dei sette risci", in quanto nei tempi antichi il suo spirito era ancora lontano dalla Terra.

### La struttura dell'uomo e la reincarnazione

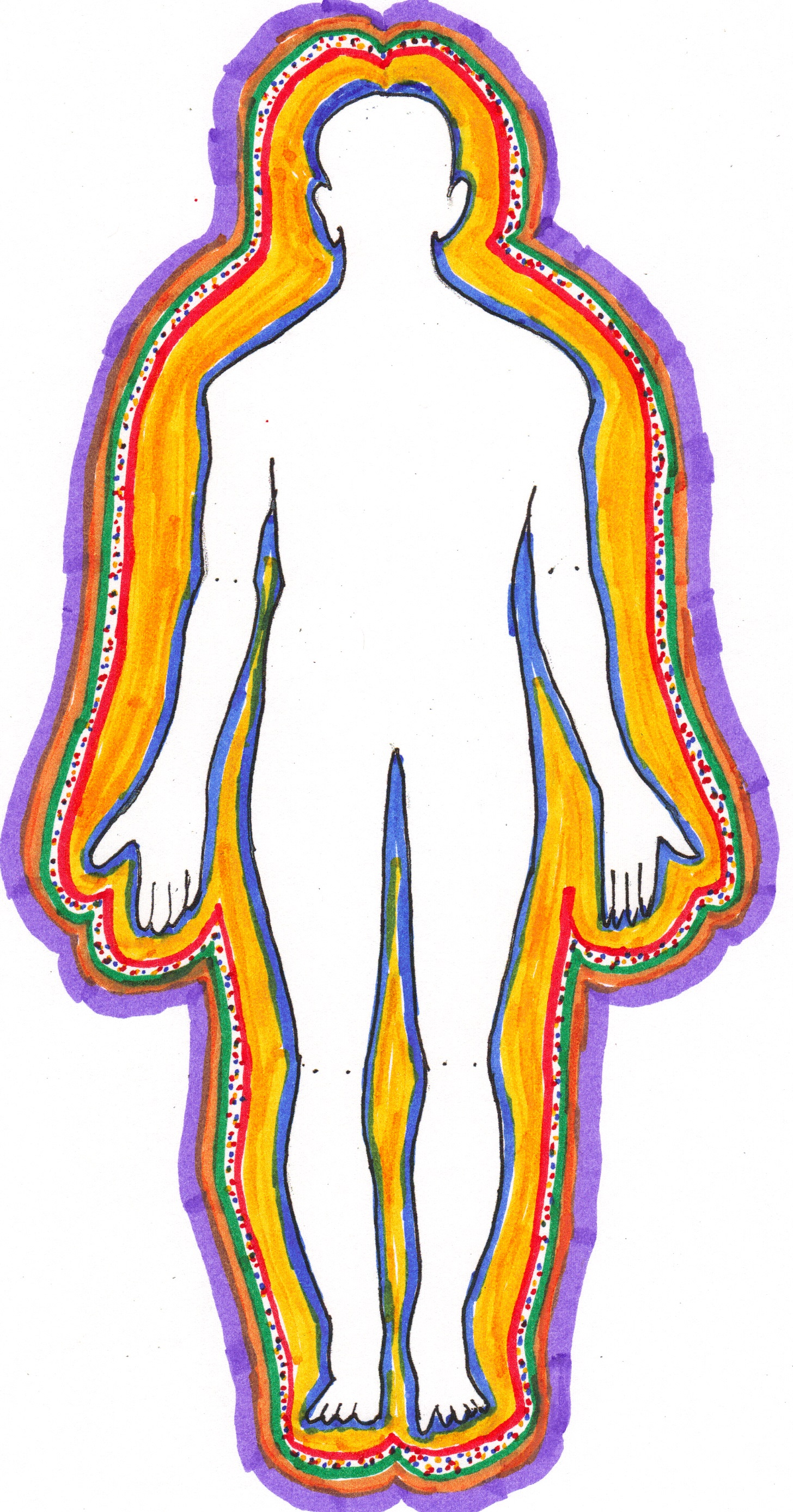
I corpi sottili possono essere pensati come vari strati sovrapposti che ricoprono il corpo grossolano

Secondo Steiner l'uomo sarebbe composto con sette principi costitutivi:
1. il corpo fisico,
2. il corpo eterico,
3. il corpo astrale,
4. l'io,
5. l'io spirituale,
6. lo spirito vitale,
7. l'uomo-spirito.[65]

Il corpo eterico per la metà superiore del corpo sarebbe molto simile al corpo ma differisce per il fatto che nell'uomo è femminile e nella donna maschile, ciò determinerebbe le manifestazioni tipiche della vita psichica dei sessi: il senso del sacrificio della donna si legherebbe al corpo eterico maschile, mentre l’ambizione maschile alla natura femminile del proprio corpo eterico.
Alla morte il corpo fisico sarebbe abbandonato immediatamente, mentre per qualche giorno l'uomo conserverebbe la sua "natura eterica". Subito dopo si passerebbe alla fase del kamaloka. In questo periodo che può durare fino a un terzo della vita reale, si rivivrebbero le emozioni positive e negative suscitate negli altri. In funzione dell’attaccamento alla vita fisica questa fase si allungherebbe e il corpo eterico così vive una sorta di purificazione, dopodiché abbandona anche il "corpo astrale". A questo punto rimarrebbe soltanto l'Io (corpo mentale) in forma di “seme” che cresce nel mondo spirituale finché, dopo un lungo periodo (da cinquecento a mille anni), riceverà un nuovo corpo astrale ed eterico, sceglierà i genitori, vedrà la sua vita futura in un rapido quadro d’insieme e infine si reincarnerà in un nuovo corpo fisico. Ciascuna vita, nella visione steineriana sarebbe quindi influenzata dalle vite precedenti secondo la legge del karma.
(R. Steiner, La scienza occulta nelle sue linee generali [1910], cap. II, trad. di E. De Renzis ed E. Bataglini, Bari, Laterza, 1947)
Steiner ci fa sapere che il processo di reincarnazione è sorto nel momento in cui l'uomo ha acquisito una sua individualità (dopo la separazione del Sole dalla Luna). In precedenza l’uomo aveva un’anima di gruppo per cui la vita aveva un andamento continuo, di generazione in generazione. Questa condizione tornerà ad essere presente quando, nell’evoluzione umana, la reincarnazione terminerà.
Questa sua idea sulla natura dell'uomo riflette una credenza sulla natura dell'universo (cosmologia) di stampo religioso (nella fattispecie induista): in essa si ripropone la credenza della teosofia sulla discesa (o “condensazione”) dello "spirito" nella materia e della sua successiva risalita o “spiritualizzazione”.
Gli effetti della vita terrena sulla reincarnazione riemergerebbero anche dopo diversi cicli di nascite. Egli pone l’esempio del rito egiziano della mummificazione che mette in risalto l'integrità del corpo fisico. Ciò avrebbe influito come forma pensiero sullo sviluppo animico determinando future incarnazioni particolarmente legate alla materialità. Inoltre egli ritrova un’eco inconscia della passata esistenza egizia in Copernico e Keplero. Il loro lavoro di descrizione dell’universo si legherebbe all’interesse egiziano per gli astri. Egli inoltre riporta lo strano collegamento alla sapienza egizia nella prefazione al V libro dell'Harmonices mundi.
L’insorgenza di certe malattie avrebbe in molti casi una causa karmica. La bramosia di guadagno porterebbe nella vita successiva ad una predisposizione alle malattie infettive, l’amore verso gli altri e le creature porterebbe poi ad un corpo giovane. Una vita piena d’odio e antipatie porterà ad un corpo che invecchia presto. L’odio tra classi sociali (sperimentato nei secoli passati) determinerebbe poi l’insorgenza della tubercolosi polmonare. Il peso della malattia in una precedente vita può essere considerata come una conquista ottenuta nella sofferenza che porterebbe poi effetti positivi nella reincarnazione come ad esempio una grande saggezza.

## Ambiti ulteriori del pensiero di Steiner
Il pensiero di Steiner ha influenzato diversi campi tramite un approccio diverso. In ognuno degli ambiti in cui è stato applicato si sono avuti risultati convincenti per i sostenitori e meno per coloro che ne sono distanti. Tra le applicazioni c'è persino in ambito finanziario con la creazione di una banca steineriana fin dal 1968.

### La pedagogia Waldorf
Steiner è stato il fondatore di un metodo educativo basato sulle teorie antroposofiche. Tale metodo è oggetto di controversie in quanto basato non sul metodo scientifico o sull'esperienza, ma su teorie esoteriche; le scuole steineriane sono pertanto state accusate di essere, in modo occulto, delle scuole religiose.
Prende nome dalla scuola voluta da Emil Molt, direttore della fabbrica di sigarette Waldorf–Astoria di Stoccarda, per i figli dei suoi operai. La scuola Waldorf aprì le porte nel settembre del 1919 con circa 250 alunni e dodici insegnanti, sotto la conduzione pedagogica di Rudolf Steiner. Oggi ci sono centinaia di scuole Waldorf in Europa e nel mondo.
Caratteristiche principali della prima scuola Waldorf furono: la totale autonomia nella nomina degli insegnanti; l'assenza di libri di testo e di programmi scolastici predefiniti; l'autogestione del collegio dei docenti e l'autofinanziamento (anche attraverso importanti donazioni).
Nata per favorire lo sviluppo e le capacità dei figli di alcuni operai, la scuola Waldorf raccolse fin dall'inizio consensi tra coloro che desideravano un'educazione nuova e creativa per i propri figli. In Italia però, a causa anche degli alti costi necessari per la gestione di una scuola non sovvenzionata, essa ha inizialmente preso piede soprattutto nelle fasce economicamente più alte della società. Anche oggi si supplisce a queste difficoltà offrendo alle famiglie la possibilità di ottenere riduzioni sulle rette scolastiche mediante uno scambio in lavoro oppure mediante un "fondo aiuto famiglie", basato sul principio della solidarietà, e garantito dalla riservatezza e dall'anonimato. Per raccogliere denaro poi le scuole steineriane organizzano iniziative di autofinanziamento, come i mercatini in occasione delle principali festività dell'anno: i fondi raccolti in queste occasioni vengono in parte anche impiegati per sostenere chi non potrebbe permettersi di frequentare una scuola privata ma desidera abbracciare questa pedagogia.

#### Autoeducazione e spiritualismo nella pedagogia Waldorf
Nella formazione steineriana non vuole esservi traccia alcuna di nozionismo e questo, nelle intenzioni delle scuole, dovrebbe portare ad uno sviluppo ottimale della personalità dell'allievo e delle diverse componenti - umanistica, scientifica e artistica - dello studente. Inoltre non sono previste bocciature o altri rallentamenti nel percorso scolastico (tranne che al liceo), poiché l'insegnamento è impartito comunque in relazione all'età dell'alunno.
Nella formazione degli insegnanti steineriani è fondamentale il percorso di autoeducazione continua. Nei seminari di formazione e di aggiornamento lo scopo primario, oltre alla preparazione sull'antropologia dell'età evolutiva in senso steineriano, è anche quello di risvegliare e sviluppare nel maestro interesse, entusiasmo, capacità e spirito di iniziativa in ambito pedagogico.
La cosa più importante nell'impostazione educativa proposta da Steiner è la necessità di un profondo e rigoroso cammino di autoeducazione che l'insegnante deve compiere per mezzo di una serie di "discipline spirituali", sempre sviluppate da Steiner, al fine di raggiungere un'intima e diretta conoscenza di sé stesso per una lenta correzione delle proprie imperfezioni interiori. Il vero insegnamento da parte dell'educatore, dice Steiner, non sta in quel che viene detto né in quel che viene fatto ma, piuttosto, in quel che si è: la parte sostanziale dell'azione educativa avviene, cioè, "da anima ad anima", passando direttamente dall'anima dell'adulto all'anima dell'allievo (e ciò è tanto più vero, quanto più quest'ultimo è in tenera età).
È dunque importantissimo, nella prospettiva di una pedagogia etica quale Steiner aveva in mente, che l'educatore sia in un costante lavoro di auto-purificazione nonché di ricerca personale riguardo a tutto quanto egli vuol presentare ai propri alunni in modo che l'insegnamento risulti profondamente vivo e veritiero.
L'intera impostazione educativa della pedagogia Waldorf si basa sulla concezione antroposofica del mondo (secondo la tripartizione di corpo, anima e spirito), cosa che ha generato svariate controversie sull'indottrinamento religioso degli  allievi. Le scuole steineriane negano per contro che vi sia (nei limiti del possibile, tenendo conto soprattutto che applicano, per lo più in modo a-storico ed acritico, idee concepite da Steiner negli anni '20 del '900) alcun tentativo macroscopico d'indottrinamento.
(Rudolf Steiner, Arte dell'educare, arte del vivere, conferenze dall'11 al 15 ottobre 1922)
Secondo l'idea di Steiner, l'intento dovrebbe essere sempre quello di formare individui quanto più possibile capaci di un giudizio critico libero e profondo.

#### L'uomo triarticolato e i dodici sensi
Steiner indicò attraverso una serie di conferenze raccolte nei tre volumi di Arte dell'educazione I, II, III la base metodologica della sua pedagogia, ponendosi l'obiettivo di risvegliare appieno le facoltà dell'essere umano nel suo lungo percorso evolutivo, dall'età infantile sino alla piena maturità (ventun'anni).
Secondo quanto Steiner afferma, ciò può avvenire solamente grazie al possesso, da parte dell'educatore, di una profonda conoscenza dell'uomo quale essere triarticolato, ovvero tripartito nelle capacità di pensare, sentire e volere: ad ognuno di questi fattori del discente dev'essere data la possibilità di auto-elaborazione nei giusti modi e nei giusti tempi. Lo sviluppo armonico di suddette tre facoltà, al pari di quello dei dodici sensi, è, dunque, alla base di tutta la pedagogia steineriana; tale esigenza verrebbe soddisfatta, nella metodologia elaborata da Steiner, tramite:
- il rifiuto di un insegnamento meramente nozionistico;
- la possibilità di coltivare le discipline artistiche quali: musica, teatro, pittura, arti plastiche, artigianato e lavori manuali che possono andare dall'uncinetto sino alla costruzione, nelle classi più avanzate, di veri e propri macchinari tecnologici funzionanti.
- un'attenzione meticolosa ad impartire certi tipi di insegnamenti e non altri in base all'età evolutiva degli allievi; è detto, infatti, che proporre al fanciullo in crescita un argomento, o una qualsiasi esperienza in generale, prima del tempo (cioè non secondo modi e tempi ben definiti da Steiner), potrebbe danneggiare il futuro equilibrio psicofisico dell'individuo.

#### L'arte di educare
(Steiner, Arte dell'educare, conferenze dall'11 al 15 ottobre 1922)
Secondo Rudolf Steiner la pedagogia non deve impartire nozioni teoriche o intellettualistiche, ma deve insegnare ricorrendo all'arte: l'attività del conoscere cioè deve essere al tempo stesso un'attività artistica. Per far questo il maestro deve sviluppare una propria "vocazione" per l'insegnamento.
Un buon maestro genera buoni alunni, così come un cattivo maestro ne genera di cattivi. L'insegnamento non è solo un freddo passaggio di informazioni, ma è una relazione tra due esseri umani, in cui uno è assetato di conoscenza e l'altro è votato a trasmettere tutto il proprio sapere, umano ed intellettuale.
(Rudolf Steiner)

Secondo Steiner l'educazione è quindi un'arte, l'arte dell'educazione per l'appunto, in cui l'artista è l'insegnante e la sua "opera d'arte" lo studente, un processo il cui culmine è il raggiungimento della libertà. 
Allora sì che il bambino, sull'onda dell'esperienza artistica, si metterà di buona lena a formare immagini sulla carta, si divertirà a far saltar fuori le lettere a partire dalle immagini, proprio come hanno fatto gli uomini nel corso dei millenni partendo da una scrittura in immagini.»
(Steiner, Arte dell'educare, conferenze dall'11 al 15 ottobre 1922)

##### Scuole steineriane in Italia
Esiste una Federazione delle scuole steineriane in Italia che le sostiene e coordina. Ad oggi tra asili e scuole (elementari, medie e in due casi anche superiori) vi sono circa una trentina di istituti sparsi in tutto il territorio nazionale.

### Architettura

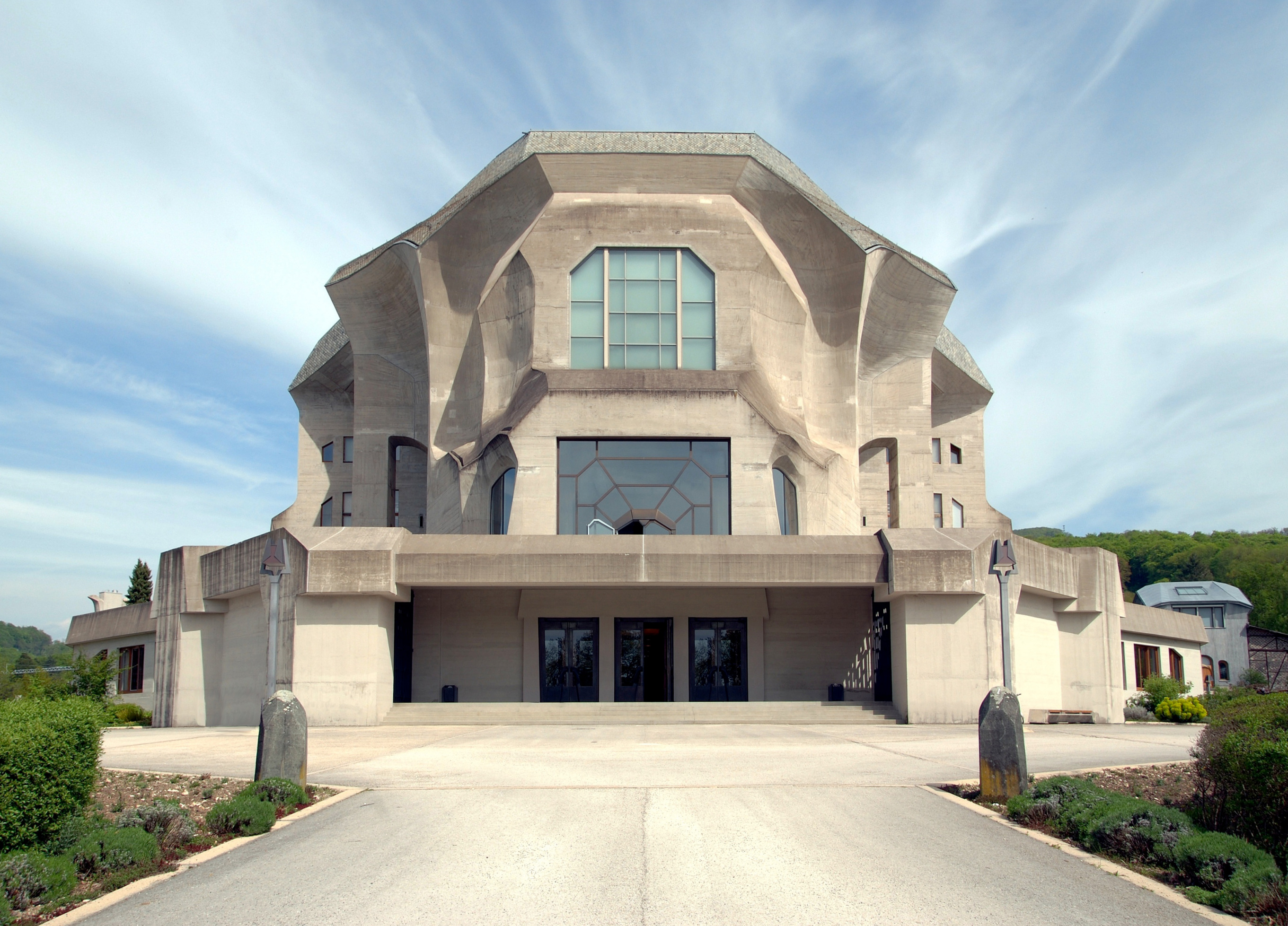
Il Goetheanum a Dornach, in Svizzera.

L'influenza di Steiner si è estesa in molti campi, tra cui quello dell'architettura organica. In merito a ciò, Mateo Kries, direttore del Vitra Design Museum di Weil am Rhein, in occasione della mostra da lui curata Rudolf Steiner. L'alchimia del quotidiano (15 ottobre 2011-1º maggio 2012), ha dichiarato: «L'estetica e la pratica architettonica di Steiner hanno segnato il lavoro di molti progettisti. Tra gli estimatori di Steiner si possono identificare due gruppi: il primo è composto da chi, seppure influenzato dalle sue teorie, ha sviluppato una ricerca autonoma: per esempio Herzog & De Meuron, che nel 2002 scrissero una monografia intitolata Natural History in cui dichiararono i propri riferimenti al testo Kunstformen der Natur del filosofo e biologo tedesco Ernst Haeckel e alla materialità delle formazioni geologiche; gli stessi riferimenti che si possono ritrovare nell'edificio Schaulager a Basilea, a pochi chilometri dal Goetheanum. Il secondo gruppo è formato da chi continua ad applicare dogmaticamente gli insegnamenti di Steiner, come gli olandesi Alberts & Van Huut».

### Medicina antroposofica
Alla fine del 1910 Steiner espose le proprie idee nel campo della medicina, sempre trattandola dal punto di vista dell'antroposofia (tenendo quindi conto del "mondo spirituale") e utilizzando concetti quali "spirito", "natura", "cura dell'anima", preparazione di "medicamenti basati sui ritmi tra Terra e Cosmo".
Assieme al medico olandese Ita Wegman venne quindi creata la cosiddetta "medicina antroposofica", insieme di credenze a metà tra lo spiritismo e l'astrologia, con l'aggiunta della somministrazione di erbe e minerali (quasi sempre di tipo omeopatico, a volte tinture madri o olii essenziali) e tutta una serie di pratiche ritualistiche. Sottoposte a verifica, i metodi della medicina antroposofica non hanno dato risultati scientificamente rilevanti. Sono per contro evidenti i danni provocati a chi, per seguire le pratiche steinerianie, abbandona cure la cui efficacia è scientificamente dimostrata.
Alcuni suoi seguaci crearono un'azienda farmaceutica che ne seguiva la filosofia (oggi ancora esistente e che produce prodotti omeopatici).
Egli afferma in una delle sue conferenze che tra le cause di certe malattie vi siano fattori legati all’ereditarietà (lui la chiama l’eredità), gli influssi tra uomo e uomo, e quelli dovuti ad ambienti innaturali.
Steiner aveva una posizione molto critica verso i vaccini: metteva in guardia dall'uso dei vaccini ritenendoli dannosi se non supportati da un adeguato irrobustimento "spirituale", prevedendo che in un lontano futuro le vaccinazioni sarebbero pericolosamente diventate uno strumento di controllo delle masse. Sosteneva infatti che le malattie, in particolare quelle esantematiche, sono il modo che il bambino ha di riassestare il proprio corpo, per cercare di prevalere come individuo spirituale sulle leggi fisiche dell'ereditarietà.
Subendo le vaccinazioni, invece, secondo Steiner il bambino verrebbe privato del confronto con queste importanti occasioni di maturazione personale rappresentate dalle malattie infantili, restandone indebolito sia nella vitalità del proprio organismo, sia nella volontà del carattere. Crescendo senza forza di volontà, i giovani diventerebbero così sempre più simili ad automi, e secondo Steiner sarebbe proprio questo l'obiettivo occulto dei governanti.

### Agricoltura
Dopo la morte di Steiner la società antroposofica pubblicò il testo Impulsi Scientifico Spirituali per il Progresso dell'Agricoltura, che è all'origine dell'agricoltura biodinamica.

### Il movimento steineriano in Italia
In Italia le sue idee sono state diffuse inizialmente dai primi seguaci italiani: la baronessa Emmelina Sonnino (De Renzis), suo figlio Giovanni Antonio Colonna di Cesarò e il medico romano Giovanni Colazza, Aniceto Del Massa, Lina Schwarz e, dopo la seconda guerra mondiale, Massimo Scaligero e il medico milanese Aldo Bargero. Oggi vi sono tante realtà locali che portano avanti la diffusione del pensiero steineriano.
Da allora la crescita dell'impulso medico antroposofico è stata accompagnata dalla pubblicazione di numerosi titoli - per lo più traduzioni da autori di lingua tedesca, inglese o francese - soprattutto di carattere divulgativo. Solo a partire dal 1990 si trovano anche testi di autori italiani.
Contemporaneamente in diverse città italiane apparvero le prime scuole Waldorf nelle quali viene attuato il modello pedagogico steineriano.

## Critiche

### L'antroposofia come pseudoscienza
L'antroposofia viene oggi considerata nel mondo accademico una pseudoscienza per la sua pretesa di considerare scientifico, lo studio (chiamato, appunto, «scienza spirituale» o «scienza occulta») di enti la cui esistenza non è dimostrabile col metodo scientifico.
Steiner da parte sua, sosteneva che il metodo scientifico non poteva definirsi tale, in quanto aveva un "approccio materialistico" e mancava di un "approccio spirituale". Tale approccio sarebbe stato garantito dall'antroposofia che pretendeva di unire scienza e spiritualità, e con il quale Steiner ha affrontato svariate tematiche. Le conclusioni "scientifiche" di Steiner, tuttavia, sono da considerarsi pseudoscientifiche proprio perché affermate in modo arbitrario senza quelle verifiche sperimentali richieste dal vero metodo scientifico e spesso, infatti, sono state dimostrate erronee dal successivo sviluppo della scienza.

### Gli effetti dell’alimentazione carnea sui bovini
Durante una conferenza di Steiner tenutasi a Dornach il 13 gennaio 1923 gli venne posta una domanda in merito all'alimentazione vegetariana o animale. Nel rispondere, si chiese quali effetti ci sarebbero stati sui bovini (notoriamente erbivori) se fossero stati alimentati con cibo animale. Egli affermò che il loro corpo avrebbe reagito in una maniera diversa dal consueto producendo elevate quantità di acido e sali urici in grado di colpire i centri nervosi dei bovini facendoli impazzire. 
L’effetto descritto da Steiner somiglia a quello prodotto dall'encefalopatia spongiforme bovina una malattia neurologica (detta colloquialmente "mucca pazza") che venne inizialmente attribuita proprio all'alimentazione dei bovini con farine di origine animale ricavate dagli scarti di macelleria. L’affermazione di Steiner, quindi, sembrò inizialmente una previsione corretta; gli studi successivi, tuttavia, dimostrarono che il morbo non ha alcuna attinenza con i livelli di acido e sali urici nel corpo ed era dovuto non alle farine animali per sé, ma alla presenza inquinante di prioni, un'importante proteina del sistema nervoso responsabile della trasmissione dell'encefalopatia Spongiforme Bovina. Nel 2013, dopo questo chiarimento, l'Unione europea ha adottato il "Regolamento UE 56 2013", che ha nuovamente autorizzato l'alimentazione con farine animali negli allevamenti, sia pure con restrizioni dovute alla difficoltà di garantire che i bovini macellati fossero indenni dal morbo. Misure ancor meno restrittive sono state adottate da altri Paesi, fra cui il Canada, che consente l'alimentazione anche dei bovini con gelatine e farine prodotte con sangue bovino.

### La questione delle razze
(Rudolf Steiner,  "The Occult Significance of Blood", 1912)
Secondo alcune interpretazioni, il pensiero di Rudolf Steiner contiene molti pregiudizi razziali. Altri conoscitori della sua opera però ritengono queste interpretazioni errate e basate solo su affermazioni che estrapolate dal corretto contesto portano a questo giudizio.
Secondo Steiner, la razza ariana (la più evoluta) sarebbe comparsa nel continente perduto di Atlantide. Egli inoltre ci informa che in quell'epoca le distinzioni razziali erano molto marcate, tanto da determinare profonde antipatie nei confronti degli appartenenti ad altre razze. Il sangue comune infatti dava un senso di comunità e sarebbe stato considerato immorale sposare una persona appartenente ad una stirpe diversa.
La razza radicale atlantidea era stata a sua volta preceduta dai lemuriani, che abitavano nel continente perduto di Lemuria; i non bianchi contemporanei, non sarebbero che i "rimasugli degenerati di queste razze primitive". Le differenze tra razze umane dipenderebbero dall'influenza che i singoli pianeti hanno nelle varie aree del mondo: Venere per l'Asia, Saturno per l'America, Mercurio per l'Africa, Marte per la Mongolia e la razza slava, Giove per l'Europa. Gli antichi greci e romani erano infatti il popolo di Giove.
Egli inoltre afferma anche che la distinzione in razze è destinata ad attenuarsi e che durante l'epoca atlantica essa era più evidente.
Nel futuro, cioè nelle epoche che si succederanno a quella attuale, il concetto di razza e stirpe verrà sostituito da quello di affinità spirituale. Spetterà in particolare alle popolazioni slave il ruolo di guida dell'umanità, oggi detenuto dagli anglosassoni: questi ultimi hanno avuto il compito storico di effettuare la discesa nel materialismo, ma cercheranno in tutti i modi di opporsi all'affermazione della Russia come nuovo faro del mondo.
Secondo Steiner le anime degli uomini, nel reincarnarsi, tendono a migliorarsi. Se nel corso della vita si tiene un comportamento immorale, vi è la possibilità di reincarnarsi in una delle razze umane ritenute inferiori.

#### La questione sionista
Nei confronti dell'allora nascente movimento sionista, Steiner riteneva che il popolo ebraico avesse esaurito da tempo la sua missione, che era quella di sostenere una religione monoteista, incentrata sull'unico dio Geova, in un mondo pervaso dal politeismo. La necessità di restare unito di fronte all'ostilità degli altri popoli non aveva più per lui ragion d'essere: 
Creare uno Stato ebraico significa reagire nel modo più desolato, tornare alla reazione nel modo più desolato, e quindi andare contro tutto ciò che oggi è necessario in questo campo.»
(Rudolf Steiner, La storia dell'umanità e le concezioni del mondo dei popoli civili, XI conferenza, O.O. 353, 8 maggio 1924)
Egli riteneva che l'evoluzione regolare dell'umanità dovesse ora privilegiare il riconoscimento dell'aspetto spirituale di ogni persona rispetto a quello materialista e etnico: «Gli ebrei non potrebbero ottenere nulla di meglio che fondersi con il resto dell'umanità, mescolarsi con il resto dell'umanità, in modo che l'ebraismo come popolo cessi semplicemente di esistere. Questo è l'ideale».

### Teorie sul complotto mondialista
Agli inizi del XX secolo l'esistenza di un complotto per controllare la politica mondiale fu ipotizzata negli ambienti esoterici, soprattutto da parte di Rudolf Steiner che denunciava apertamente l'operato di confraternite occulte, di matrice anglo-americana, tendenti a imporre una sorta di imperialismo economico planetario ma il cui vero scopo era il predominio culturale e spirituale sull'umanità. Sostenendo quanto fosse urgente prendere coscienza che delle potenze malefiche stessero realmente cercando di ostacolare il cammino evolutivo delle persone, Steiner descrisse più volte il modo in cui queste logge facevano (secondo lui) ricorso anche a rituali esoterici per attuare le loro strategie geo-politiche, pilotando ad esempio lo scoppio della prima guerra mondiale, o l'avvio dell'esperimento socialista in Russia.

## Critiche a Rudolf Steiner dall'esoterismo tradizionale e dal mondo della cultura
La principale critica mossa a Rudolf Steiner e alla sua "antroposofia" dal mondo dell'esoterismo tradizionale è quella di aver creato un movimento neo-spiritualista senza radici, fondato solamente sui contenuti di veggenza di una sola persona, lui stesso, ed espressi in un corpus di circa 6000 conferenze, oltreché nei suoi libri. In sostanza, non vi era più una tradizione millenaria, che fosse orientale od occidentale, a supportare la conoscenza e la pratica esoterica: vi era solamente la parola di una sola persona, destinata ad influenzare un pubblico incapace di distanza critica. Molti esoteristi coevi a Steiner, e che lo incontrarono, ne presero le distanze, o lo derisero per questa attitudine di "Maestro" assoluto che, forse suo malgrado, si era cristallizzata attorno alla sua figura e al movimento da lui fondato. L'occultista Gustav Meyrink, che lo incontrò, ne fece una caricatura saporita. Nella sua satira grottesca “I miei tormenti e delizie nel mondo dell’oltre” (Meine Qualen und Wonnen im Jenseits) egli ritrae Steiner come il Dottor Schmuser (un adulatore, leccapiedi):
Nikolaj Aleksandrovič Berdjaev (1874-1948), filosofo russo, professore all'università di Mosca, incontrò Rudolf Steiner grazie al suo amico poeta e romanziere Andrej Belyj che lo invitò ad assistere a delle conferenze tenute da Steiner ad Helsinki, nel 1913. Nel suo libro « Autobiografia spirituale » , scritto nel 1940, Berdjaev racconta il suo incontro con l’antroposofia e con il suo fondatore: "Quest’uomo persuadeva ed ipnotizzava non solamente gli altri, ma anche sé stesso. Aveva nel medesimo tempo la figura del buon sacerdote – e portava l’abito di pastore – e quella di un mago, comandante delle anime. Ho raramente visto un uomo così privo di grazie carismatiche spirituali. Nessun raggio dall’alto. Prendeva tutto dal basso e tentava, con uno sforzo appassionato, di aprirsi il cammino verso il mondo dello spirito."
Carl Gustav Jung (1875-1961), psichiatra e psicologo fondatore della psicologia analitica, parla di Rudolf Steiner in una sua lettera:
Le critiche a Rudolf Steiner vennero in particolare dal noto esoterista francese René Guénon, che nel suo libro "Il Teosofismo" (1921) dedicò un intero capitolo all'antroposofia, definendola come movimento antitradizionale e, per questa ragione, pseudo-iniziatico.
Allo stesso modo l'italiano Julius Evola lo criticò come l'esponente di un neo-spiritualismo romantico e visionario, scisso dall'autentica corrente iniziatica tradizionale, nel suo articolo "Maschera e volto dello spiritualismo contemporaneo" (1932), dove però apprezza anche l'intento antroposofico di pervenire a una scienza esatta del sovrasensibile, che rinunci al misticismo fumoso della medianità:
[…] Dottrinalmente, la separazione si può fare, nel senso che si può riconoscere che lo Steiner ha dato degli insegnamenti pratici e dei criteri di discriminazione che sono validi, e che possono essere utilizzati con piena indipendenza dal resto: dall'evoluzione, dalla rincarnazione, dal Cristo ormai operante in noi, dagli ideali di collettività mistica e dell'inevitabile "amore" e via dicendo. Il punto fondamentale egli lo comprende: occorre che l'uomo realizzi appieno il potere della percezione chiara e distinta, del pensiero logico, della visione oggettiva. L'ideale è quello di una scienza esatta del sovrasensibile.»
(Julius Evola, Maschera e volto dello spiritualismo contemporaneo, Mediterranee, 1971, p. 96.)
In tempi più recenti, l'accademico americano Peter Staudenmaier ha dedicato nel 2010 la sua tesi di dottorato, intitolata Between Occultism and Fascism: Anthroposophy and the Politics of Race and Nation in Germany and Italy, 1900-1945 ed ora pubblicata in un volume edito da Brill, all'antroposofia ed ai suoi rapporti con nazismo e fascismo, mettendone in rilievo aspetti inediti.

## Opere

### Opere proprie
Vengono qui riportati solo alcuni dei titoli fra i quarantacinque effettivamente composti dallo stesso Rudolf Steiner (contando anche i saggi e le introduzioni agli scritti scientifici di Goethe), e che sono numerati nel Catalogo della sua Opera Omnia con le sigle da 1 a 45, precedute da GA per l'Archivio in lingua tedesca e da O.O. per quello tradotto in lingua italiana:
- Einleitungen zu Goethes naturwissenschaftlichen Schriften (GA 1), 1884–1897, (I ed. italiana: Gli scritti scientifici di Goethe, Fratelli Bocca Editori, Milano, 1944, trad. di Rinaldo Küfferle. (O.O.1)
- Grundlinien einer Erkenntnistheorie der goetheschen Weltanschauung (GA 2), 1886, (I ed. italiana: Saggi filosofici: Linee fondamentali di una teoria della conoscenza e della concezione goethiana del mondo., Casa Editrice Carabba, Lanciano, 1932, trad. di Lina Schwarz. (O.O.2)
- Die Philosophie der Freiheit. Grundzüge einer modernen Weltanschauung, (GA 4), 1894, (I ed. italiana: La filosofia della libertà. Tratti fondamentali di una concezione moderna del mondo, Giuseppe Laterza & Figli, Bari, 1919, trad. di Ugo Tommasini. (O.O.4)
- Die Mystik im Aufgange des neuzeitlichen Geisteslebens, (GA 7), 1901, (I ed. italiana: I mistici all’alba della vita, Fratelli Bocca Editori, Milano, 1940, trad. di Willy Schwarz. (O.O. 7)
- Wie erlangt man Erkenntnisse der höheren Welten? (GA 10), 1904-1905 (I ed. italiana: L'iniziazione. Come si conseguono conoscenze dei mondi superiori?, Giuseppe Laterza & Figli, Bari, 1926, trad. di Emmelina De Renzis. (O.O.10)
- Theosophie. Einführung in übersinnliche Welterkenntnis und Menschenbestimmung (GA 9), 1904 (I ed. italiana: Teosofia - Un'introduzione alla conoscenza soprasensibile del mondo e del destino dell'uomo, Carlo Aliprandi, Milano, 1922, trad. di Emmelina De Renzis. (O.O. 9)
- Aus der Akasha-Chronik (GA 11), 1904-05 (I ed. italiana: Dalla cronaca dell’akasha, Bontempelli e Invernizzi, Roma, 1913, trad. di Vittoria Wollisch e Lina Schwarz. (O.O. 11)
- Die Geheimwissenschaft im Umriss (GA 13), 1910 (I ed. italiana: La scienza occulta nelle sue linee generali, Giuseppe Laterza & Figli, Bari, 1932, trad. di E. De Renzis ed E. Battaglini con prefazione di Arturo Onofri. (O.O. 13)
- Die Kernpunkte der Sozialen Frage in den Lebensnotwendigkeiten der Gegenwart und Zukunft (GA 23), 1919 (I ed. italiana: I punti essenziali della questione sociale rispetto alle necessità della vita nel presente e nell'avvenire, Fratelli Bocca Editori, Milano, 1920, trad. di Giulio Ferreri. (O.O. 23)
- Mein Lebensgang (GA 28), 1925 (I ed. italiana: La mia vita, Istituto Tipografico Editoriale, 1937, trad. di Febe Colazza Arenson e Lina Schwarz; nuova ed: Editrice Antroposofica, 2018.
- Il Vangelo di Matteo, trad. di Emmelina De Renzis; Lanciano: R. Carabba, editore, 1930.
- Il Vangelo di Giovanni, trad. di Emmelina De Renzis; Lanciano: R. Carabba, editore, 1930.
- Il Vangelo di Marco, trad. di Emmelina De Renzis; Lanciano: R. Carabba, editore, 1932.
- Il Vangelo di Luca, traduzione di Lina Schwarz, Opera Omnia n. 114, Milano, Editrice Antroposofica, 2016, ISBN 978-88-7787-523-5.
- Universo, terra e uomo, Milano, Editrice Antroposofica, 2005, ISBN 88-7787-370-1.

### Conferenze trascritte
L'estesa produzione di titoli a nome di Rudolf Steiner (oltre 350) raccoglie il frutto di più di 6000 conferenze, stenografate dai suoi collaboratori e quasi mai riviste dall'autore. Tale corpus rappresenta comunque il pensiero di Rudolf Steiner ed è pertanto oggetto di studio da parte dei suoi seguaci. Le conferenze nell'Archivio R. Steiner in lingua originale sono state così ripartite:  GA 51-84: Conferenze pubbliche; GA 88-270: Conferenze per i membri della Società Teosofica e poi Antroposofica; GA 271-354: Conferenze su vari ambiti specifici (Storia, Pedagogia, Medicina, Scienza, Società, Economia, Religione, Arte, ecc.).
La maggior parte di questi titoli sono stati pubblicati in Italia già a partire dalla prima metà del Novecento da diversi editori. Rimandiamo il lettore interessato alle bibliografie in calce alle rispettive voci (Vedi anche).

### Approfondimenti
1. ↑  Esse avevano la presunzione di « […] sviluppare un pensiero che […] disponga di una chiarezza molto più grande di quella a cui è abituata la scienza del giorno d'oggi, […] al contrario del materialismo, che tende ad intellettualizzare, ad osservare il mondo in modo puramente esteriore, rimanendo così infecondo  —  ad eccezione dell'unico campo in cui è riuscito ad essere produttivo,  dove è passato di trionfo in trionfo: nell'ambito della tecnica» (Rudolf Steiner,  Introduzione alla scienza dello Spirito (PDF). URL consultato il 17 giugno 2017 (archiviato dall'url originale il 9 aprile 2016)., p. 43).
2. ↑  "Ma in gran parte i membri erano seguaci fanatici dell'uno o dell'altro dei capi della Società Teosofica; e giuravano sui dogmi di quei capi che avevano un carattere spiccatamente settario. 
A me ripugnava questo modo di agire nella Società Teosofica, per la banalità e il dilettantismo che vi allignavano. Solo fra i teosofi inglesi trovavo una sostanza interiore, proveniente ancora dalla Blavatsky, che a quel tempo Annie Besant ed altri coltivavano in modo adeguato."
3. ↑  Nel decreto è scritto che “I metodi didattici basati sulla pedagogia del fondatore Steiner ed applicati nelle scuole antroposofiche ancor oggi esistenti, perseguono un'educazione soggettivista, orientata al singolo individuo che nulla ha in comune con i principi educativi promulgati dal Nazionalsocialismo.”
4. ↑  "Ci è già risultato chiaro che l'io dell'uomo si è evoluto movendo da un'anima di gruppo, da una specie di io generale, dal quale si è differenziato. Non sarebbe giusto che l'uomo avesse di nuovo il desiderio di sprofondare con il suo io in un qualsiasi stato di coscienza generale, in un qualsiasi stato di coscienza comune. Tutto quel che spinge l'uomo a perdere il suo io, a perdersi in esso in uno stato di coscienza generale, è il risultato di una debolezza. Comprende l'io soltanto chi sa che, dopo esserselo conquistato nel corso dell'evoluzione cosmica, non può ora più perderlo." Rudolf Steiner, L'Apocalisse
5. ↑  «Nulla ora più mi trattiene, adesso che da diciotto mesi sorse l'alba, da tre mesi il chiaro giorno, e da pochissimi giorni il pieno sole di una meravigliosa visione. Sì, io mi abbandono a un sacro furore, affronto con scherno i mortali, e lo ammetto apertamente: Ho rapito gli aurei vasi degli egizi per edificare, lontano dai confini d'Egitto, un sacro tabernacolo al mio Dio. Se mi perdonate, io me ne rallegro; se vi adirate contro me, lo sopporto. Ecco, io getto il dado, e scrivo un libro per il tempo presente o per l'avvenire: per me, è indifferente. Esso potrà attendere il suo lettore per cento anni, poiché Dio ne attese seimila per trovare l'osservatore!»
6. ↑  Oltre ai cinque sensi canonici, esisterebbero infatti, secondo il pensiero di Steiner, ulteriori sette sensi per un totale di dodici, individuati come: senso della vita, del movimento, del calore, dell'equilibrio, del pensiero, della parola e dell'io altrui. Ciascuno di questi dodici sensi, suddivisi in tre gruppi da quattro - i cosiddetti sensi inferiori che trovano pieno sviluppo durante il primo settennio di vita del bambino (1-7 anni) appartengono al primo gruppo, quelli intermedi di cui si prende pieno possesso nel secondo settennio (7-14 anni) al secondo ed infine quelli superiori, i quali terminano il loro pieno sviluppo nell'arco del terzo settennio di vita (14-21 anni), al terzo - sarebbero inoltre in relazione con uno dei dodici segni dello zodiaco e la sua relativa qualità.
7. ↑  "Quando il puro pensare viene vissuto come volontà l'uomo vive nello stato d'animo di un artista. E questo miei cari amici è anche il modo di vivere che dovrebbe far suo il maestro di oggi se vuole fare da guida ai bambini dall'età della seconda dentizione a quella della maturità sessuale e anche oltre. È lo stato d'animo che dall'interiorità fa nascere un secondo uomo, che non è visibile come il corpo fisico, che non può essere studiato fisiologicamente o anatomicamente né in vita né dopo la morte, ma che dev’essere vissuto. […] Per conoscerlo occorre sviluppare un'attività di tipo artistico." Steiner, Arte dell'educare, conferenze dall'11 al 15 ottobre 1922
8. ↑  «Che cosa avverrebbe dunque se [il bovino] invece di piante mangiasse direttamente carne? Rimarrebbero inutilizzate le forze che gli permettono di produrre carne! Se pensiamo a una fabbrica che sia in grado di produrre qualcosa, ma non lo faccia pur rimanendo attiva, ci rendiamo conto di quante forze vadano perdute. Ma le forze che in un corpo animale rimangono inutilizzate non possono andar perdute. Il bovino sarebbe in definitiva ricolmo di tali forze, ed esse produrrebbero in lui qualcos’altro che sostanza vegetale trasformata in carne. Quelle stesse forze rimarrebbero in lui, esisterebbero in lui e farebbero in lui qualcos’altro, produrrebbero qualcosa di sbagliato. Invece di produrre carne, si riempirebbe di ogni possibile sostanza dannosa. In particolare si riempirebbe di acido urico e di sali urici.
I sali urici hanno però una loro strana abitudine, hanno la debolezza di attaccare il sistema nervoso e il cervello. Se dunque un bovino mangiasse direttamente carne, la conseguenza sarebbe che produrrebbe un'enorme quantità di sali urici che andrebbero nel cervello e lo farebbero impazzire. Se potessimo fare l’esperimento di nutrire una mandria di bovini con carne di colomba, otterremmo una mandria impazzita.» Traduzione di Mariolina Stefanoni tratta da:  Alcol e nicotina (PDF). p. 21.